# (4466) Abai
(4466) Abai ist ein Hauptgürtelasteroid, der am 23. September 1971 von Nikolai Stepanowitsch Tschernych vom Krim-Observatorium aus entdeckt wurde.